# Інгеборга Київська
І́нгеборга Ки́ївська (приблизно 1100, Київ — після 1137) — руська князівна з династії Рюриковичів, дружина данського герцога Кнуда Лаварда, мати короля Данії Вальдемара Великого.

## Біографія
Походила з родини Рюриковичів. Донька Мстислава I, великого князя Київського (син Володимира Мономаха та його першої дружини Гіти, дочки англійського короля Гарольда II Годвінсона), та його дружини Христини Шведської.
Отримала непогану освіту при дворі батька.
У 1116 році було укладено шлюб між Інгеборгою та Кнудом Лавардом, герцогом південної Ютландії, короля ободритів — сином данського короля Еріка І Ейєгода (Доброго). «Історія данських королів» (ХІІІ ст.), що грунтується на поетичних джерелах, описує сватання Кнута, чий посол вихваляє його при дворі такого могутнього князя, як Мстислав Володимирович.
Разом із чоловіком Інгеборга Київська поринула у боротьбу, що точилася на той час у Данії. В умовах боротьби за данську корону Кнуд став небезпечним для інших претендентів — і у 1131 році його вбили. У 1137 році Інгеборга разом із дітьми вимушена була повернутися на батьківщину. Подальша її доля невідома.

## Родина
Чоловік — Кнуд Лавард (1096—1131), герцог південної Ютландії
Діти:
- Христина (1118—д/н), дружина Магнуса IV, короля Норвегії
- Маргарита (д/н)
- Катерина (д/н), дружина Прибіслава Генріха, герцога Мекленбурга
- Вальдемар (1131—1182), король Данії у 1157—1182 роках